# Cornelio Saavedra Montt
Cornelio Saavedra Montt (Valparaíso, 10 de mayo de 1884-Santiago, 24 de marzo de 1946) fue un político chileno. 

## Primeros años de vida
Hijo de Cornelio Saavedra Rivera y Eufemia Montt Saavedra. Recibió su educación en el Colegio de los Sagrados Corazones de Valparaíso y posteriormente ingresó a la Escuela Militar, donde siguió carrera de oficial de ejército. Se dedicó pronto al comercio y la política, ocupando en ambas áreas importante situación gracias a las influencias y contactos familiares.

### Familia
Casado con Amelia Pinto Correa, y tuvieron siete hijos.

## Vida pública
- Militante del Partido Nacional.

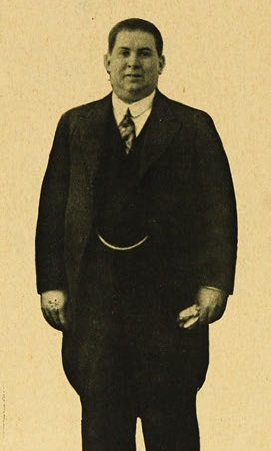
Cornelio Saavedra Montt como Ministro del Interior (1923).

- Regidor de la Municipalidad de Santiago (1906-1907).
- Alcalde de Santiago (1907-1909).
- Diputado por Temuco, Imperial y Llaima (1909-1912); integró la comisión permanente de Agricultura e Industrias.
- Miembro de la Delegación de Chile en Buenos Aires, acompañando al Presidente Pedro Montt en las fiestas del Centenario de Argentina (1910).
- Vicepresidente de la Cámara de Diputados (enero-agosto de 1911)
- Diputado por Temuco, Imperial y Llaima (1912-1915); integró la comisión permanente de Gobierno Interior.
- Delegado de Chile a las celebraciones del Centenario de las Cortes de Cádiz en España (1912).
- Condecorado por el rey Alfonso XIII con la Medalla de Oro del Centenario de Cádiz.
- Delegado de Chile en Venezuela, fue a recibir un busto de Simón Bolívar donado por el gobierno de Caracas a Chile (1913).
- Ministro de Industria y Obras Públicas (diciembre de 1914-junio de 1915).
- Diputado por Collipulli y Mariluán (1915-1918); figuró en la comisión permanente de Relaciones Exteriores.
- Ministro de Guerra y Marina (enero-abril de 1916).
- Consejero de Estado, elegido por el Senado (1919).
- Ministro del Interior (1920).
- Diputado por Collipulli y Mariluán (1921-1924); miembro de la comisión permanente de Gobierno y Policía Interior.
- Senador por Biobío (1924-1930); integrante de la comisión permanente de Guerra y Marina.

El movimiento militar que derrocó la presidencia de Arturo Alessandri Palma, el 11 de septiembre de 1924 dio inicio a una Junta de Gobierno encabezada por el general Luis Altamirano, quien decretó la disolución del Congreso Nacional, terminando anticipadamente con el período legislativo.

- Cónsul general de Chile en Alemania, con residencia en Hamburgo (1925-1926).
- Director de la Corporación de Ventas de Salitre y Yodo de Chile (1929).
- Director de la Compañía de Teléfonos de Chile (1932).
- Presidente de la Empresa Periodística "La Nación" (1935).
- Condecorado con la Cruz de Isabel La Católica de España y la Orden de la Corona de Italia.
- Gerente de la Casa Comercial Saavedra, con sucursales en Alemania, Francia y Estados Unidos.
- Socio del Club de La Unión, Club de Temuco, y del Club Hípico.